# Montura Canon EF-M

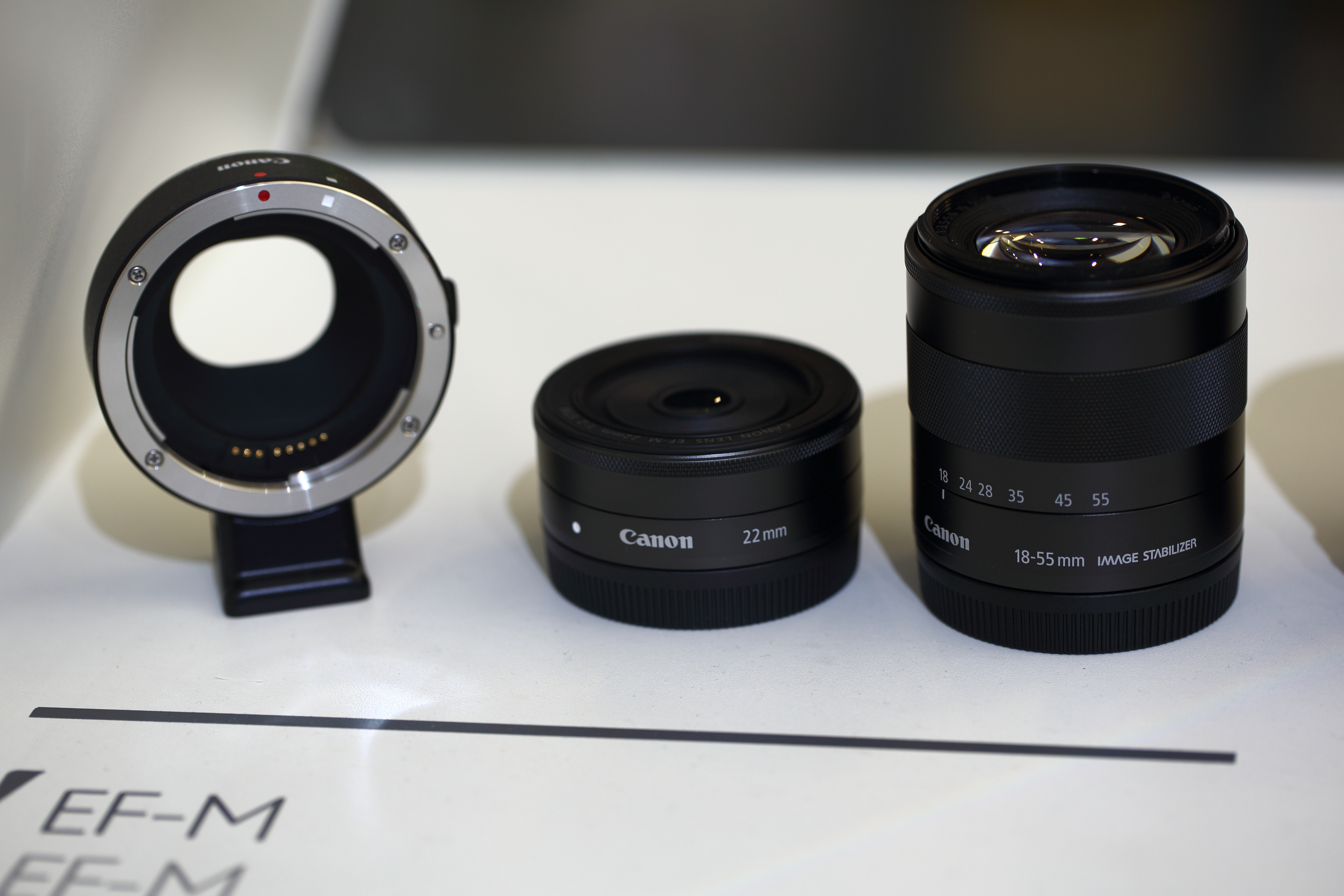
Adaptador para las monturas Canon EF y EF-S, y objetivos de 22 mm y 18-55 mm estándar.

La montura Canon EF-M, introducida en 2012, es un derivado de la montura Canon EF diseñado para su uso con la cámara sin espejo de objetivos intercambiables Canon EOS M.
Tiene una distancia de registro de 18 mm (en comparación con los 44 mm de las monturas EF y EF-S), sin embargo, está diseñado para su uso con un sensor de imagen de tamaño APS-C y cuenta el mismo factor de multiplicación (de aproximadamente 1,6) que el existente en la montura EF-S.
Permite el uso de objetivos Canon EF y EF-S con un adaptador de Canon a medida, pero no es compatible con las cámaras digitales réflex de Canon existentes.